# César Cruchaga
César Cruchaga Lasa (Ezkaroze, 26 gennaio 1974) è un ex calciatore spagnolo.

## Carriera
Cresciuto nelle giovanili dell'Osasuna, dal 1991 al 1996 è in Segunda División B.
con la squadra riserve. Nel 1996 la squadra, allenata da Enrique Martín, arriva ai playoff per la promozione in Segunda División, ma è sconfitta dall'Atlético Madrid B.
Passa quindi in prestito per una stagione al Club de Futbol Gavà sempre in Segunda División B.
A fine anno, nel 1997, rientra all'Osasuna e questa volta viene aggregato alla prima squadra, che nel frattempo ha ingaggiato proprio Enrique Martín come allenatore.
Dopo tre stagioni nella Segunda, nel 2000 ottiene la promozione nella massima serie, con Miguel Ángel Lotina come allenatore.
Debutta così nella Liga spagnola, il 10 settembre 2000, contro il Celta Vigo (sconfitta per 0-2). Il 22 ottobre segna il suo primo gol in massima serie, contro il Valladolid.
nella stagione 2004-2005 il club di Pamplona raggiunge per la prima volta la finale di Coppa di Spagna, persa per 2-1 ai tempi supplementari contro il Real Betis, nella finale disputatasi allo stadio Vicente Calderón di Madrid. Nonostante il quindicesimo posto in campionato, la qualificazione del Betis alla UEFA Champions League dell'anno seguente apre ai rossoblù l'accesso ai preliminari di Coppa UEFA.
Nella stagione 2005-2006, Cruchaga debutta così in Coppa UEFA, contro i francesi del Rennes, non andando oltre le fasi di qualificazione. Nello stesso anno raggiunge il quarto posto in campionato. L'Osasuna è eliminato agli spareggi di qualificazione dai tedeschi dell'Amburgo e deve così accontentarsi di giocare di nuovo la Coppa UEFA.
Il club della Navarra sarà protagonista di un buon percorso internazionale, raggiungendo le semifinali, perse contro il Siviglia.
Cruchaga resta nell'Osasuna fino al 2009, quando si ritira, dopo aver giocato 12 stagioni nel club. La sua ultima partita coincide con l'ultima giornata di campionato, disputata allo stadio El Sadar contro il Real Madrid. L'Osasuna deve obbligatoriamente vincere per evitare la retrocessione e raggiunge l'obiettivo battendo per 2-1 i blancos.
Contemporaneamente al ritiro lascia la fascia da capitano al compagno di squadra Patxi Puñal.